# Pinayungan
Pinayungan is een bestuurslaag in het regentschap Karawang van de provincie West-Java, Indonesië. Pinayungan telt 12.817 inwoners (volkstelling 2010).